# Правиште
Правиште (болг. Правище) — село в Болгарии. Находится в Пловдивской области, входит в общину Сыединение. Население составляет 432 человека.

## Политическая ситуация
В местном кметстве Правиште, в состав которого входит Правиште, должность кмета (старосты) исполняет Тодор Георгиев Кунтов по результатам выборов правления кметства.
Кмет (мэр) общины Сыединение — Атанас Балкански(ГЕРБ болг.(Граждани за европейско развитие на България))  по результатам выборов в правление общины.